# Summitville (Indiana)
Summitville es un pueblo ubicado en el condado de Madison en el estado estadounidense de Indiana. En el Censo de 2010 tenía una población de 967 habitantes y una densidad poblacional de 763,52 personas por km².

## Geografía
Summitville se encuentra ubicado en las coordenadas 40°20′13″N 85°38′35″O / 40.33694, -85.64306. Según la Oficina del Censo de los Estados Unidos, Summitville tiene una superficie total de 1.27 km², de la cual 1.27 km² corresponden a tierra firme y (0%) 0 km² es agua.

## Demografía
Según el censo de 2010, había 967 personas residiendo en Summitville. La densidad de población era de 763,52 hab./km². De los 967 habitantes, Summitville estaba compuesto por el 96.59% blancos, el 0.72% eran afroamericanos, el 0.1% eran amerindios, el 0% eran asiáticos, el 0% eran isleños del Pacífico, el 1.45% eran de otras razas y el 1.14% pertenecían a dos o más razas. Del total de la población el 2.07% eran hispanos o latinos de cualquier raza.